# Autocharis senatoria
Autocharis senatoria là một loài bướm đêm trong họ Crambidae.